# آلة الإسبريسو

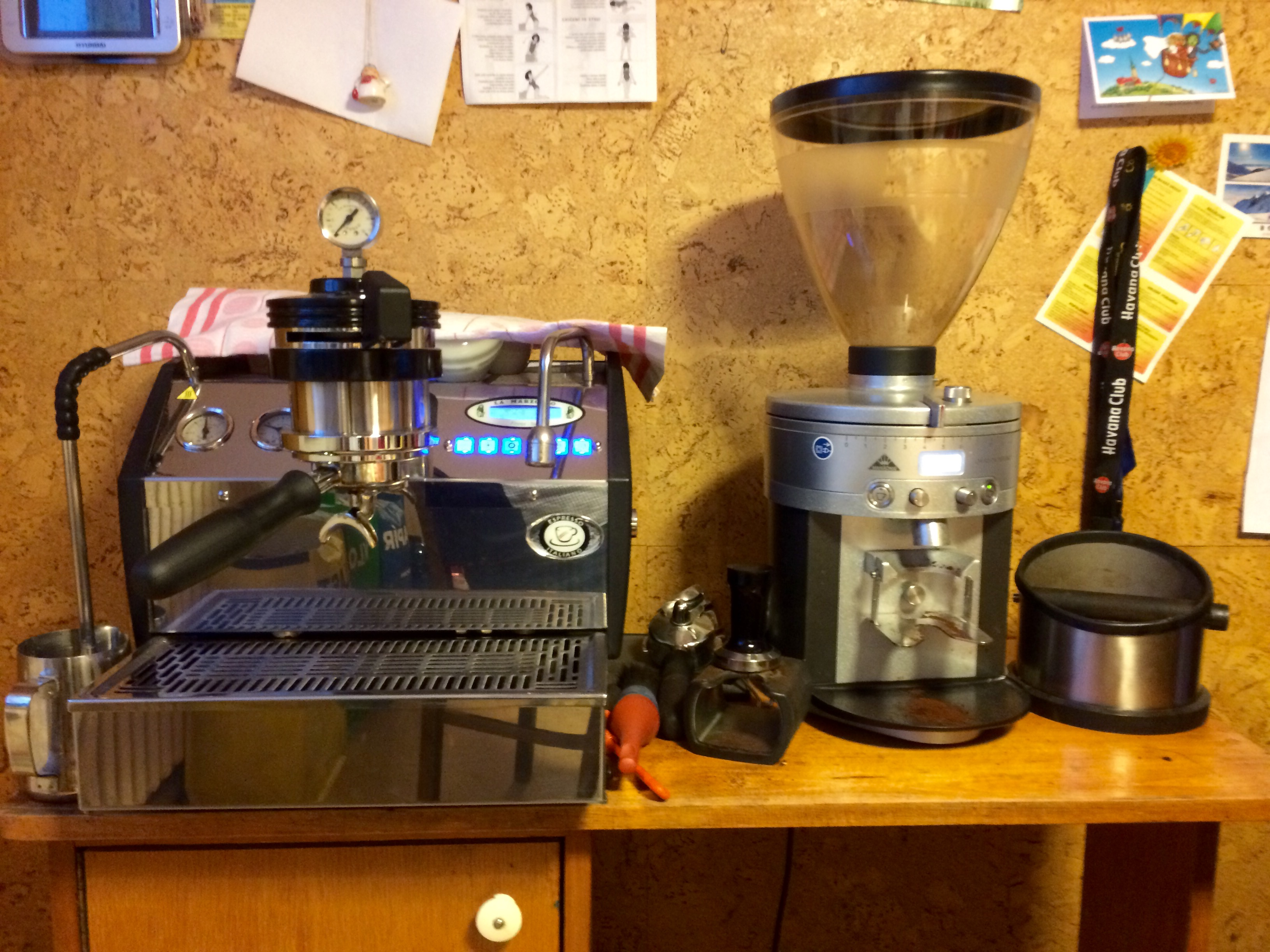
صوره لالة اسبريسو

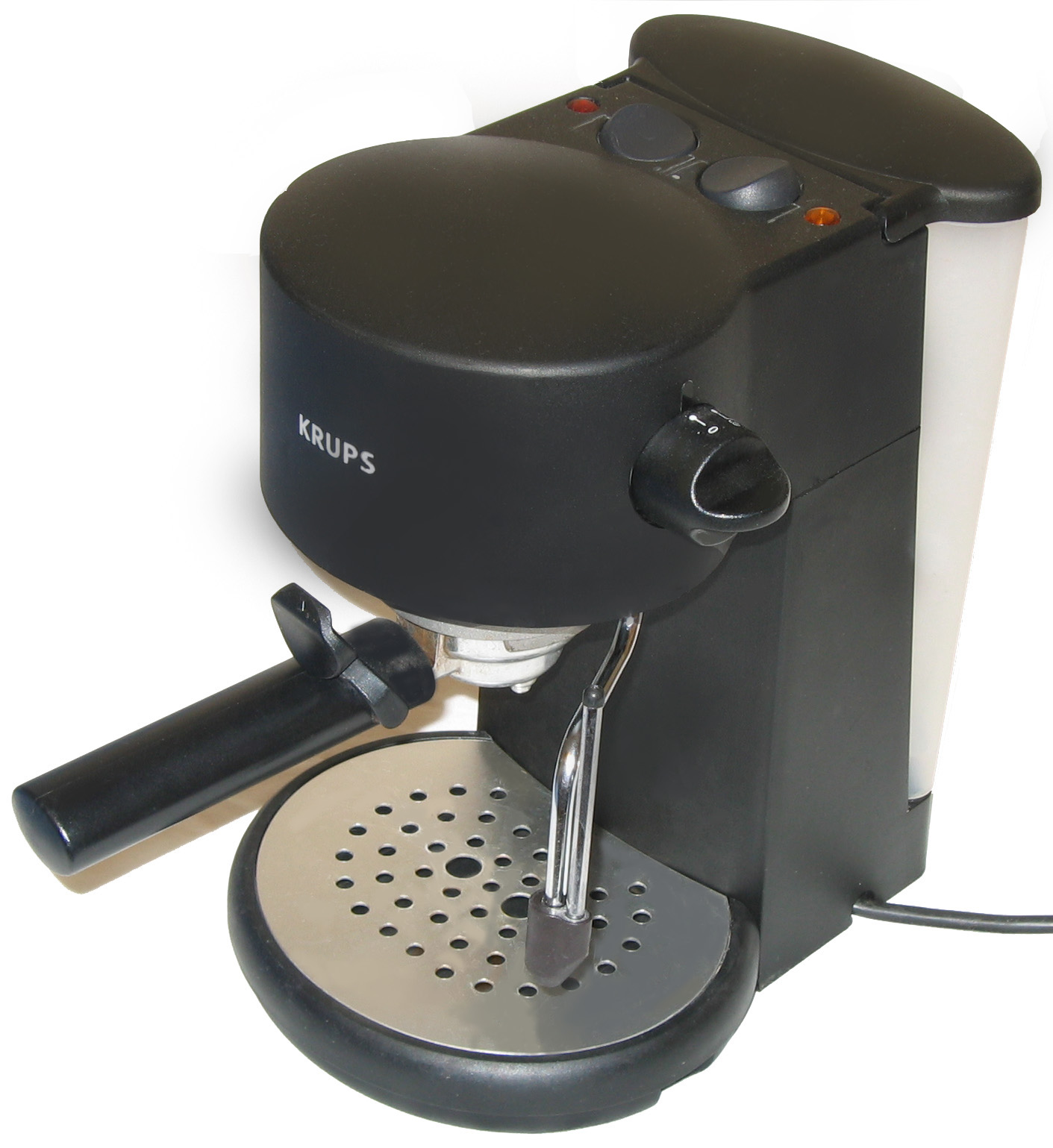
آلة الإسبريسو Krups

آلة الإسبرسو (بالإنجليزية: Espresso machine)‏ آلة تصنع القهوة عن طريق إجبار الماء المضغوط حرارته قريبة من درجة الغليان على المرور من خلال «قرص» من البن المطحون، ومرشح من أجل إنتاج قهوة مركزة وثقيلة تسمى اسبريسو. تم بناء أول آلة لصنع الإسبرسو في عام 1884 من قبل أنجيلو موريوندو من تورينو في إيطاليا. وقد حصلت على براءة اختراع بالتصميم المحسن في 28 أبريل من قبل لويجي بزيرا عام 1903. تم شراؤها من قبل مؤسس شركة «لا بافوني» عام 1905 والتي أنتجت الآت اسبريسو تجاريا في نطاق صغير في ميلانو والتي حصلت على براءة اختراع رقم:(US726793 A) 
.: القروبهيد وبورتافيلتر العديد من الآلات تشارك بعض العناصر المشتركة، حيث تم إنشاء تصاميم آلة متعددة لإنتاج إسبرسو
قد يكون أيضا آلة إسبرسوتشمل عصا البخار التي تستخدم في البخار والسوائل المرغية لتشمل الحليب، والمشروبات المتعلقة بالقهوة مثل الكابتشينو وكافيه لاتيه. يمكن أن تكون آلات إسبريسو مدفوعة بالبخار، ومحرك مكبس، مضخة مدفوعة، أو مضخة مدفوعة بالهواء. قد تكون الآلات يدوية أو تلقائية، وهناك آلة جديدة تمنحك المذاق اللذيذ وسهولة عمل القهوة في منزلك في دقائق من خلال وضع «كبسولة» في الماكينة. 
أواني الموكا، المعروفة أيضا باسم الموقد المطور لصناعة الإسبريسو وهي تشبه آلات الاسبرسو في كيفية صنع القهوة تحت الضغط والمشروب النهائي  يشبه المشروبات الأخرى يكون بينهم أوجه تشابه، ولكن تختلف في جوانب أخرى.
فوق كل هذا، فإن وصفها بأنها آلات «اسبرسو» يعتبر في بعض الأحيان مثيرا للجدل، ولكن نظرا لاستخدامها للضغط والبخار لصنع القهوة، ومقارنة مع جميع آلات الإسبرسو في غاغيا عام 1948فقد تم قبولها (قبوله) ضمن استخدامات أوسع للمصطلح، ولكن تميزت عن آلات الإسبريسو الحديثة.

## التاريخ
تم بناء أول آلة لصنع الإسبريسو وبراءة اختراع من قبل أنجيلو موريوندو من تورينو من  إيطاليا، والذي أثبت مثالا عمليا في معرض تورينو العام لعام  1884
 منحت براءة اختراع رقم  33\256  33/256 بتاريخ 16 مايو
“Bollettino delle privative industriali del Regno d’Italia”, وفقا إلى السلسلة الثانية، المجلد 15، السنة 1884، الصفحات 635 - 655).
وقد منحت شهادة لقب صناعي إلى السيد موريوندو أنجيلو، من تورينو، عن اختراع يسمى "آلات البخار الجديدة للحل الاقتصادي
والحظي لمشروب أو للقهوة، طريقة الأولى، موريندو، «لوحة سي اكس إل» موريوندو.
في عام 1901 اضاف لويجي بزيرا من ميلان تحسينات على الجهاز. لم يكن بزيرا مهندسا بل ميكانيكي. وحصل على براءة اختراع لعدد من التحسينات على الماكينة الحالية، وقد  تم تطبيق أولها في 19 ديسمبر 1901
وكان عنوانه «الابتكارات في الآلات لإعداد وتقديم القهوة فورية» (براءة الاختراع رقم 153/94، 61707، الممنوحة في 5 يونيو 1902
وقد تم شراءه في عام1905من قبل ديسيديريو بافوني الذي أسس شركة «لا بافوني» وبدأ في إنتاج الآلة تجاريا (آلة واحدة في اليوم) في ورشة صغيرة في فيا باريني في ميلانو.

## آلية الدفع
تم إنشاء آلات عديدة واللاتي صممت لإنتاج إسبرسو. العديد من الآلات تشارك بعض العناصر وتختلف (فاصله وليست نقطة) في صفاء طحن، كمية الضغط المستخدمة في الطحن، أو الضغط نفسه يمكن أن يغير من طعم الإسبرسو، يقوم بعض الباريستاس بسحب إسبريسو مباشرة إلى كوب القهوة الصغير أو الكاسات الصغيرة للحفاظ على درجة الحرارة العالية للإسبريسو.